# 澤井啓一
澤井 啓一（さわい けいいち、1950年 - ）は、日本の儒学研究者、恵泉女学園大学名誉教授。専攻は、近世東アジア思想史。

## 来歴
1975年、早稲田大学文学部人文学科を卒業し、1983年、同大学院文学研究科東洋哲学専攻博士課程を単位取得退学。
1983年より早稲田大学文学部助手。早稲田大学文学部非常勤講師、埼玉工業大学教養部非常勤講師などを経て、1989年より恵泉女学園大学人文学部専任講師となる。1993年同人文学部助教授。1999年同人文学部教授。201１年恵泉女学園大学退職。同名誉教授。

## 著書
- 『江戸文化の変容　十八世紀日本の経験』共著 平凡社 1994
- 『<記号>としての儒学』光芒社 2000
- 『フィクションか歴史か』小森陽一ほか共編 分担執筆 岩波書店 2002
- 『思想史家丸山眞男論』大隅和雄ほか共編 分担執筆 ぺりかん社 2002
- 『琉球からみた世界史』共著 山川出版社 2011
- 『山崎闇斎 天人唯一の妙、神明不思議の道』ミネルヴァ書房 ミネルヴァ日本評伝選 2014 ISBN 978-4-623-06700-8
- 『伊藤仁斎 孔孟の真血脈を知る』ミネルヴァ書房 ミネルヴァ日本評伝選 2022 ISBN 978-4-623-09502-5

## 参考
- J-GLOBAL